# 연합국 원정 공군
연합국 원정 공군 (Allied Expeditionary Air Force, 약칭 AEAF) 는 제2차 세계 대전 중 북프랑스 침공을 지원한 연합군 공군 사령부를 의미한다. 이 사령부는 영국의 공군원수 트래퍼드 리맬러리가 지휘했으며, 1943년 11월부터 1944년 10월 중순까지 존속했다. AEAF는 연합군 원정 지상군(제21집단군), 연합군 해군 원정군과 함께 드와이트 D. 아이젠하워 장군 휘하의 연합국 원정군 최고사령부(SHAEF)의 지휘를 받았다.

## 역사
유럽 대륙에 대한 상륙작전, 즉 제2전선을 영국에서 개시하는 계획은 여러 차례 연기된 끝에, 1943년 초 카사블랑카 회담 이후 연합국 연합참모본부(Combined Chiefs of Staff, CCS)에 의해 1944년 실행을 목표로 본격적으로 검토되기 시작했으며, 같은 해 8월 퀘벡 회담 이후 계획 수립이 가속화되었다. 연합군 원정군을 각 군(육군, 해군, 공군) 단위로 분리하여 지휘하는 방식은 계획참모본부 COSSAC 내에서의 역할 분담 구조로부터 이미 논리적으로 도출된 것이었다. COSSAC는 본래 다섯 개의 주요 부문으로 나뉘어 있었는데, 각각 육군, 해군, 공군, 정보/정찰, 행정/물자로 구성되어 있었다. 각 부문은 다시 미국과 영국 섹션으로 나뉘었고, 정보(Intelligence)와 행정(Administration) 부문 또한 육해공 각 군에 따라 세분화되어 있었다.
계획참모본부의 규모가 점차 커지면서, 향후 지휘를 맡을 것으로 예상되는 지휘관 중심으로 기능을 통합하는 것이 타당하다는 판단이 내려졌다. 공군 부문에서는 이러한 통합이 먼저 이루어졌고, 이에 따라 1943년 6월, 트래퍼드 리맬러리 경이 공군 총사령관 대리로 임명되면서, 기존의 국가별로 분리되어 있던 부문들이 하나로 통합되었다. 결국 1943년 8월 퀘벡 회담에서, 연합참모본부(CCS)는 침공 당시 연합군 공군 전체를 지휘할 최고사령관으로 리맬러리를 임명하기로 합의했다.

### 설립
1943년 11월 초, 연합참모본부(CCS)는 트래퍼드 리맬러리에게 다음과 같은 임무를 부여했다. 즉, 영국 본토에 주둔한 연합군의 전술공군 부대들을 그의 지휘 하에 통합하되, 그는 당시 아직 임명되지 않은 연합군 최고사령관 직속으로 배속된다는 것이었다.이에 따라 연합군 원정 공군 사령부 본부는 11월 15일에 공식적으로 창설되었고, 즉시 영국 왕립공군 제2전술공군(RAF Second Tactical Air Force)과 영국 본토 방공사령부(이전의 RAF 전투사령부)의 지휘권을 인수했다. 한 달 후에는 미국 제9공군도 AEAF의 지휘 하에 편입되었다. 한편, 연합군의 전략 공군 부대를 AEAF 지휘 하에 둘 것인지에 대한 결정은 추후로 연기되었다.

### 논의
연합군 원정 공군 사령부는 오버로드 작전(D-Day)을 위한 계획 작업을 계속 진행했으며, 즉시 사전 준비 차원의 공세적 공중 작전을 개시했다. 이와 더불어, 새롭게 인식된 독일의 V무기 위협을 무력화하기 위한 작전도 수행했다. 오버로드 작전 준비 과정에서는, 이 단계의 주요 목표였던 독일군의 물류 체계를 마비시키기 위한 최선의 방법을 두고 영국과 미국의 공군 지휘관들 사이에 논쟁이 벌어졌다. 리맬러리는 이른바 ‘트랜스포트 계획’을 주장했는데, 이는 점령된 프랑스 내 철도망을 지속적으로 공격함으로써 독일군의 병참을 방해하는 전략이었다. 그는 이 과정에서 영국 학자 솔리 주커먼(Solly Zuckerman)의 조언을 받았는데, 주커먼은 연합군의 이탈리아 남부 폭격 효과에 대한 자신의 연구 결과를 계획에 반영했다. 반면, 유럽 주둔 미국 전략공군 사령부(USSTAF)의 사령관 칼 스파츠 장군은 같은 목표를 달성하기 위한 방안으로 독일 석유 산업을 겨냥한 공중 공격(‘석유 계획’, Oil Plan)을 지지했다.

### D데이 당시 편성 (1944년 6월 6일)
- 연합군 원정 공군 사령부 본부

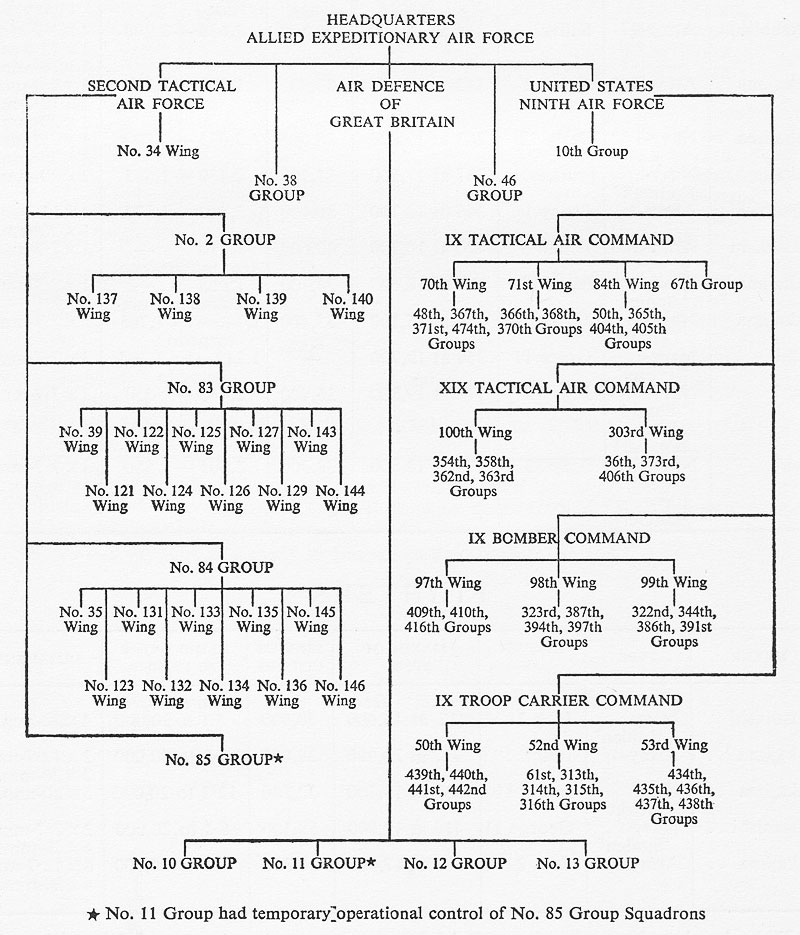
1944년 6월 6일 기준 조직도

  - 제38편대 (영국 공군) (레슬리 홀링허스트)
  - 제46(수송)편대 (영국 공군) (아서 피더먼트)
  - 제2전술공군 (아서 커닝엄)
    - 제34(전략 정찰)비행대 (영국 공군)
    - 제2(폭격)편대 (영국 공군) (바실 엠브리)
    - 제83편대 (영국 공군) (해리 브로드허스트)
    - 제84편대 (영국 공군) (레슬리 브라운)
    - 제85(기지 방어)편대 (영국 공군) (존 콜-해밀턴)

  - 영국 본토 방공사령부 (로더릭 힐)
    - 제10편대 (영국 공군) (아서 비어 하비, 프레스트버리의 하비 남작)
    - 제11편대 (영국 공군) (휴 윌리엄 럼스던 손더스)
    - 제12편대 (영국 공군) (말콤 헨더슨)
    - 제13편대 (영국 공군) (존 보렛)

  - 제9공군 (루이스 H. 브레레턴)
    - 제10사진정찰비행대
    - 제9전술공군사령부 (엘우드 리처드 케사다)
    - 제19전술공군사령부 (오토 P. 웨일랜드)
    - 제9폭격사령부 (사무엘 E. 앤더슨)
    - 제9공수수송사령부 (폴 L. 윌리엄스)

출처: 

### 주요 작전
AEAF는 노르망디에서의 연합군 교두보 확립에 있어 상당한 기여를 했다. 이 과정에서 각 공군 지휘부 간의 지리적 근접성이 큰 이점을 제공했다. 영국 공군 제2전술공군(RAF 2TAC)과 미군 제9공군(Ninth Air Force)은 둘 다 런던 대도시 서쪽 가장자리에 위치한 억스브리지(Uxbridge)의 동일한 건물에 전방 지휘소를 설치하고 있었으며, AEAF 본부는 몇 킬로미터 떨어진 스탠모어에 위치해 있었다. 양측은 정찰 정보를 상호 공유했고, 상황에 따라 서로의 부대를 일시적으로 지휘하거나 타국 지상군을 지원하기 위해 자국 전력을 투입할 준비가 되어 있었다.
이 두 공군의 기여는 미군의 교두보 돌파 작전인 코브라 작전과 동시에 전개된 캉 전투, 그리고 팔레즈 포위전에서의 독일군 격멸 작전에서도 결정적인 역할을 했다.

### 해체
1944년 9월, 연합군 동남아시아 사령부의 최고사령관이었던 루이스 마운트배튼은 리맬러리를 해당 전역의 연합군 공군 총사령관으로 영입할 가능성을 타진했다. 당시 미국 육군 항공대의 참모총장 헨리 H. 아놀드는 AEAF 본부가 더 이상 유효하지 않다고 보고, 이를 폐지하는 데 찬성했다. 반면, 드와이트 D. 아이젠하워는 여전히 리맬러리가 적임자라고 판단하고 그의 이임을 꺼려했다.
그러나 1944년 9월 20일, 영국 공군성 장관 아치볼드 싱클레어가 개입하여 제2차 퀘벡 회담에서의 합의 사항, 즉 리맬러리를 가능한 한 신속히 새 직책으로 보직 이동시켜야 한다는 결정을 이행할 것을 요구했다. 아이젠하워는 당시 벌어지고 있던 치열한 전투를 이유로 일정 연기를 시도했으나, 결국 10월 15일 리맬러리가 출발한 직후 AEAF 사령부는 해체되었다.
AEAF 해체 이후, SHAEF는 영국 공군 참모총장 제임스 로브가 지휘하는 공군 참모부를 신설하여 공중 작전의 실질적 운영을 맡겼고, 아서 테더는 연합군 전술 공군들의 전반적 조정을 담당하게 되었다.